# Henry Stafford, II barone Stafford
Henry Stafford (Isleworth, 1527 – Castello di Stafford, 1º gennaio 1565) è stato un nobile inglese.

## Biografia
Era figlio di Henry Stafford, I barone Stafford e Ursula Pole.
Sposò Elizabeth Davy, figlia di John Davy di Holbeach prima del 1557.
Fallì due volte nel 1553 di essere eletto al parlamento per lo Staffordshire. Fu invece eletto nel 1555 come rappresentante di Stafford. Non apparve particolarmente attivo nella Camera dei Comuni: la History of Parliament annovera che Stafford non comparì in nessuna lista tra coloro che si opposero ai progetti di legge proposti dal governo.
Fu creato cavaliere durante l'incoronazione della regina Maria I d'Inghilterra il 2 ottobre 1553. L'anno dopo venne nominato giudice di pace per lo Shropshire.
Durante il regno di Elisabetta I ricevette invece l'incarico di custode dell'archivio della Torre di Londra. Mantenne l'ufficio fino al 1564 quando si lamentò con William Cecil di esserne stato deprivato da William Bowyer.
Alla scomparsa di suo padre, avvenuta il 30 aprile 1563, successe come secondo barone Stafford, titolo che mantenne per tre anni. Alla sua morte, non avendo avuto figli, il titolo passò a suo fratello minore Edward.

## Ascendenza
|                                         |                     |                                         | Genitori                                   |  |  | Nonni |  |  | Bisnonni                              |  |  | Trisnonni                               |  |
|                                         |                     |                                         |                                            |  |  |       |  |  | Henry Stafford, II duca di Buckingham |  |  | Humphrey Stafford, I duca di Buckingham |  |
|                                         |                     |                                         |                                            |  |  |       |  |  | Henry Stafford, II duca di Buckingham |  |  | Humphrey Stafford, I duca di Buckingham |  |
|                                         |                     | Margaret Beaufort                       |                                            |  |  |       |  |  | Henry Stafford, II duca di Buckingham |  |  |                                         |  |
| Edward Stafford, III duca di Buckingham |                     |                                         |                                            |  |  |       |  |  | Henry Stafford, II duca di Buckingham |  |  |                                         |  |
|                                         |                     | Catherine Woodville                     | Richard Woodville, I conte di Rivers       |  |  |       |  |  |                                       |  |  |                                         |  |
|                                         |                     | Catherine Woodville                     | Richard Woodville, I conte di Rivers       |  |  |       |  |  |                                       |  |  |                                         |  |
|                                         |                     | Catherine Woodville                     | Jacquette di Lussemburgo                   |  |  |       |  |  |                                       |  |  |                                         |  |
| Henry Stafford, I barone Stafford       |                     | Catherine Woodville                     |                                            |  |  |       |  |  |                                       |  |  |                                         |  |
|                                         |                     | Henry Percy, IV conte di Northumberland | Henry Percy, III conte di Northumberland   |  |  |       |  |  |                                       |  |  |                                         |  |
|                                         |                     | Henry Percy, IV conte di Northumberland | Henry Percy, III conte di Northumberland   |  |  |       |  |  |                                       |  |  |                                         |  |
|                                         |                     | Henry Percy, IV conte di Northumberland | Eleanor Poynings                           |  |  |       |  |  |                                       |  |  |                                         |  |
| Eleanor Percy                           |                     | Henry Percy, IV conte di Northumberland |                                            |  |  |       |  |  |                                       |  |  |                                         |  |
|                                         |                     | Maud Herbert                            | William Herbert, I conte di Pembroke       |  |  |       |  |  |                                       |  |  |                                         |  |
|                                         |                     | Maud Herbert                            | William Herbert, I conte di Pembroke       |  |  |       |  |  |                                       |  |  |                                         |  |
|                                         |                     | Maud Herbert                            | Anne Devereux                              |  |  |       |  |  |                                       |  |  |                                         |  |
| Henry Stafford, II barone Stafford      |                     | Maud Herbert                            |                                            |  |  |       |  |  |                                       |  |  |                                         |  |
|                                         | Geoffrey de la Pole | Richard de la Pole                      |                                            |  |  |       |  |  |                                       |  |  |                                         |  |
|                                         | Geoffrey de la Pole | Richard de la Pole                      |                                            |  |  |       |  |  |                                       |  |  |                                         |  |
|                                         | Geoffrey de la Pole | …                                       |                                            |  |  |       |  |  |                                       |  |  |                                         |  |
| Richard Pole                            | Geoffrey de la Pole |                                         |                                            |  |  |       |  |  |                                       |  |  |                                         |  |
|                                         |                     | Edith St John                           | Oliver St John                             |  |  |       |  |  |                                       |  |  |                                         |  |
|                                         |                     | Edith St John                           | Oliver St John                             |  |  |       |  |  |                                       |  |  |                                         |  |
|                                         |                     | Edith St John                           | Margaret Beauchamp                         |  |  |       |  |  |                                       |  |  |                                         |  |
| Ursula Pole                             |                     | Edith St John                           |                                            |  |  |       |  |  |                                       |  |  |                                         |  |
|                                         |                     | George, I duca di Clarence              | Richard, III duca di York                  |  |  |       |  |  |                                       |  |  |                                         |  |
|                                         |                     | George, I duca di Clarence              | Richard, III duca di York                  |  |  |       |  |  |                                       |  |  |                                         |  |
|                                         |                     | George, I duca di Clarence              | Cecily Neville                             |  |  |       |  |  |                                       |  |  |                                         |  |
| Margaret, VIII contessa di Salisbury    |                     | George, I duca di Clarence              |                                            |  |  |       |  |  |                                       |  |  |                                         |  |
|                                         |                     | Isabel Neville                          | Richard Neville, VI conte di Salisbury     |  |  |       |  |  |                                       |  |  |                                         |  |
|                                         |                     | Isabel Neville                          | Richard Neville, VI conte di Salisbury     |  |  |       |  |  |                                       |  |  |                                         |  |
|                                         |                     | Isabel Neville                          | Anne de Beauchamp, XVI contessa di Warwick |  |  |       |  |  |                                       |  |  |                                         |  |
|                                         |                     | Isabel Neville                          |                                            |  |  |       |  |  |                                       |  |  |                                         |  |